# الدوري الشمالي الممتاز 1993–94
الدوري الشمالي الممتاز 1993–94 هو موسم من دوري الشمال الممتاز ‏. فاز فيه نادي مارين ‏.